# Świński Potok
Świński Potok – dopływ Goryczkowego Potoku w polskich Tatrach Zachodnich. Na mapie Geoportalu uznawany jest za jego górny bieg. Wypływa na wysokości ok. 1640 m w morenach górnego piętra Świńskiego Kotła w Dolinie Goryczkowej Świńskiej. Niższe piętro Świńskiego Kotła jest tak płaskie, że potok tworzy na nim rozlewiska, młaki i oczka wodne. W miejscach tych występuje turzyca czarna – bardzo rzadka roślina, w Polsce występująca tylko w Tatrach Zachodnich i to w kilku tylko miejscach. Potok przecina próg skalny dolnego Świńskiego Kotła i poniżej progu znów pojawia się w jego korycie woda. Zwiększa się jego spadek, a koryto staje się coraz głębsze. Na wysokości 1460–1600 m zasilany jest bardzo obfitymi wypływami z moren i piargów.
Świński Potok to niewielki ciek wodny i na niektórych odcinkach traci wodę. Przy niższym stanie wód w górnej części w ogóle zanika. W pobliżu Niżniej Goryczkowej Równi, na wysokości ok. 1340 m, w miejscu o współrzędnych 49°14′38,7″N 19°58′08,2″E/49,244083 19,968944 uchodzi do Goryczkowego Potoku jako jego lewy dopływ.
Nazwa potoku pochodzi od doliny, w której ma on źródła.